# Santa Rosa de Lima (Santa Catarina)
Santa Rosa de Lima – miasto i gmina w Brazylii, w stanie Santa Catarina. Znajduje się w mezoregionie Sul Catarinense i mikroregionie Tubarão.